# Kaapse taling
De Kaapse taling (Anas capensis) komt veel voor in het zuiden en oosten van Afrika. 

## Kenmerken
Er zijn geen uiterlijke verschillen tussen mannetjes en vrouwtjes van deze soort. De Kaapse taling heeft een lengte van ongeveer 40 centimeter.

## Leefwijze
Het voedsel bestaat vooral uit allerlei plantaardige kost. 

## Voortplanting
Het nest is een met donsveertjes beklede kuil in de grond. Er worden gemiddeld 8 eitjes gelegd, die door het vrouwtje worden uitgebroed. 

## Verspreiding en leefgebied
Deze soort komt voor van Tsjaad, Soedan en Ethiopië tot Zuid-Afrika.